# Air Bucks
Air Bucks var en af de første økonomiske simulationsspil der beskæftigede sig med at drive et flyselskab.